# مارفن جون جنسن
مارفن جون جنسن (بالإنجليزية: Marvin John Jensen)‏ هو رجل غواصة وضابط أمريكي، ولد في 8 يوليو 1908، وتوفي في 1993.